# 아사카와 다쿠미
아사카와 다쿠미(일본어: 浅川 巧 아사카와 다쿠미[*], 1891년 1월 15일 ~ 1931년 4월 2일)는 일제강점기 시대 한국에서 근무한 일본의 도예학자이며, 조선 도예의 고유성을 연구하여 현대 한국의 도예학에 큰 영향을 주었다.

## 생애
야마나시현 출신. 조선총독부 산림과에 근무하며 산림녹화에 힘썼다. 그의 형은 '조선 도자기의 신'이라고도 불리는 아사카와 노리타카이며, 자신도 조선의 공예를 좋아했다. 형에게 조선의 도자기 파편을 구해 보내주는 한편, 자신은 조선의 소반(밥상)을 연구하며 조선 문화의 독자성을 주장했다. 그의 고향인 야마나시현 호쿠도시에 노라다카·다쿠미 형제 기념관이 세워졌다. 그는 40세에 요절하여 서울 중랑구 망우리 공동묘지에 묻혔다.

## 민예운동에 영향
아사카와 다쿠미의 영향으로 조선 백자의 아름다움에 눈을 뜬 형 아사카와 노리타카가 이를 일본에 소개했다. 야나기 무네요시가 민예운동을 시작한 배경에는 조선 백자에 대한 이해가 있었다고 한다. 야나기 무네요시는 일제강점기 조선에 조선민족미술관을 세웠고, 이 소장품은 후일 국립중앙박물관으로 계승됐다.

## 한국의 조림
당시 한국 잣나무는 2년간 길러야 양묘에 성공할 수 있었지만 아사카와씨가 고안한 양묘법 덕분에 1년으로 단축할 수 있었으며, 2011년 현재 한국의 인공림 37%에 잣나무가 심겨져 있다. 아사카와는 조선의 민둥산을 푸르게 하는 것이 소명이라 믿고, 전국을 다니며 맞는 수종을 고르고 식목을 거듭하여 자연 상태 흙의 힘을 이용하는 '노천매장법' 방식으로 조선오엽송 종자를 싹 틔우는 방법도 개발했다.

## 영화
- 2012년 아사카와 다쿠미의 일생을 그린 일본 영화 '백자의 사람: 조선의 흙이 되다(일본어: 道〜白磁の人)가 개봉했다. 에미야 다카유키의 소설 《백자의 사람》이 원작이다.

## 기타
- 망우리 공동묘지에 있는 아사카와 다쿠미의 묘비에는 '한국의 산과 민예를 사랑하고 한국인의 마음속에 살다 간 일본인, 여기 한국의 흙이 되다'라고 적혀 있다.[2]